# Едуард Кокшаров
Едуард Александрович Кокшаров (рус. Эдуард Александрович Кокшаров; 4. новембар 1975) бивши је руски рукометаш који је играо на позицији левог крила.

## Биографија
Рукометом је почео да се бави 1984. године у Спортској школи Краснодара. Има високо образовање, дипломирао је на Кубањском државном универзитету физичке културе.
2017. године постао селектор репрезентације Русије. Поднео је оставку 16. јануара 2020. након неуспешног наступа репрезентације Русије на Европском првенству, где је тим заузео 22. место.
Највећи успеси су му освајање Олимпијског турнира 2000. и Светског првенства 1997. Поред тога, на великим такмичењима освојио је још три медаље.